# Bactrocera incisa
Bactrocera incisa är en tvåvingeart som först beskrevs av Walker 1861.  Bactrocera incisa ingår i släktet Bactrocera och familjen borrflugor. Inga underarter finns listade.